# Fatehgarh Sahib
Fatehgarh Sahib és una ciutat del Panjab, capital del districte de Fatehgarh Sahib. Segons el cens del 2001 la població era de 49.825 habitants.
Porta el seu nom per la victòria que va obtenir el cap sikh Banda Bahadur el 1710 en aquest lloc (una fortalesa que fou arrasada; Fatehgarh Sahib vol dir "Fortalesa de la Victòria del Senyor")